# 疏穗林地早熟禾
疏穗林地早熟禾（学名：Poa nemoralis sp. parca）为禾本科早熟禾属下的一个亚种。